# Eremurus anisopterus
Eremurus anisopterus är en grästrädsväxtart som först beskrevs av Grigorij Silych Karelin och Ivan Petrovich Kirilov, och fick sitt nu gällande namn av Eduard August von Regel. Eremurus anisopterus ingår i släktet Eremurus och familjen grästrädsväxter. Inga underarter finns listade i Catalogue of Life.